# Ноел Малкълм
Ноел Малкълм (на английски: Noel Malcolm) е британски историк, автор на няколко книги по история на балканските страни.

## Биография
Роден е на 26 декември 1956 г. Завършва Тринити колидж на Кеймбриджкия университет. Доктор по история. Работил е като редактор и политически наблюдател в „Дейли Телеграф“.